# Camponotus lividicoxis
Camponotus lividicoxis är en myrart som beskrevs av Hugo Viehmeyer 1925. Camponotus lividicoxis ingår i släktet hästmyror, och familjen myror. Inga underarter finns listade.